# Dobitschen
Dobitschen är en kommun och ort i Landkreis Altenburger Land i förbundslandet Thüringen i Tyskland.
Kommunen ingår i förvaltningsområdet Schmölln tillsammans med kommunen Schmölln.